# Koha (Bibliothekssoftware)
Koha ist ein integriertes Bibliothekssystem. Es wird als Open-Source-Software weltweit in öffentlichen, Schul- und anderen Bibliotheken eingesetzt. Der Name leitet sich von dem Māori-Wort „Koha“ ab. In der Kultur der Māori ist das ein Geschenk, bei dem man ein Gegengeschenk erwartet.

## Eigenschaften
Koha ist ein webbasiertes integriertes Bibliothekssystem mit einer SQL-Datenbankanbindung (vorzugsweise MariaDB oder MySQL). In der Datenbank werden Katalogdaten gemäß MARC gespeichert und können über Z39.50 sowie SRU angeboten werden. Die Benutzerschnittstelle kann an unterschiedliche Anforderungen angepasst werden und wurde in viele Sprachen übersetzt, unter anderem auch ins Deutsche.
Koha verfügt über die üblichen Funktionen integrierter Bibliothekssysteme wie die Verwaltung von Umläufen und Ausleihen, Bestandsverwaltung und Unterstützung für Periodika wie Zeitschriften und Zeitungen. Darüber hinaus werden Funktionalitäten wie Markierungen, Kommentare und RSS-Feeds angeboten. Koha hat keine Beschränkung der Anzahl unterstützter Zweigstellen, Leser, Medien und anderer Daten.

## Geschichte
Koha wurde 1999 von Katipo Communications für den Horowhenua Library Trust in Neuseeland entwickelt. Die erste Installation ging im Januar 2000 in Betrieb.
Ab 2000 boten erste Dienstleister professionelle Unterstützung für Koha an. Heute gibt es mehr als 60 derartige Anbieter.
Seit 2001 erweiterte Paul Poulain (Marseille, Frankreich) Koha um neue Fähigkeiten, insbesondere um Mehrsprachigkeit.
Das Katalogisierungsformat MARC und das Netzwerk-Abfrageprotokoll Z39.50 werden seit 2002 unterstützt, später mit Unterstützung durch die öffentlichen Bibliotheken des Athens County im US-Bundesstaat Ohio. Es existieren Koha-Übersetzungen vom Englischen (Original) in zahlreiche weitere Sprachen. 2005 wurde in Ohio das Unternehmen Metavore, Inc. gegründet, das unter dem Namen LibLime Support für Koha zur Verfügung stellte und neue Features hinzufügte. 2010 wurde LibLime von Progressive Technology Federal Systems, Inc. (PTFS) gekauft.
Im US-Bundesstaat Vermont wurde ab 2007 der Einsatz von Koha für alle Bibliotheken in Vermont abgeklärt. Anfänglich wurde für jede Bibliothek eine eigene Implementation geschaffen. In der Folge wurde die Vermont Organization of Koha Automated Libraries (VOKAL) gegründet, um eine gemeinsame Datenbank für die Bibliotheken zu schaffen. Diese Datenbank nahm den Betrieb 2011 auf. 26 Bibliotheken in Vermont haben sich für die Verwendung von Koha entschieden und sind auf die gemeinsame Umgebung des Anbieters ByWater Solutions umgestiegen.
Am 8. April 2011 gab ein Mitarbeiter des spanischen Kulturministeriums bekannt, dass dieses eine angepasste Version von Koha unter dem Namen Kobli für die Anwendung in den Bibliotheken der spanischen Regierungsbehörden entwickle.
In Deutschland unterstützt das Bibliotheksservice-Zentrum Baden-Württemberg seit 2009 Bibliotheken beim Einsatz von Koha. Die Bibliothek des KIT hat als erste große wissenschaftliche Bibliothek in Deutschland im Dezember 2023 auf Koha umgestellt. Die Finnische Nationalbibliothek und weitere Bibliotheken in Finnland verwenden ebenfalls Koha.

### Streit mit LibLime/PTFS
Seit 2009 besteht ein Konflikt zwischen LibLime/PTFS und der Koha-Community. Insbesondere die Entwicklung von LibLime Enterprise Koha (LLEK), einer kommerziellen Version von Koha mit Verbesserungen, die keinen Eingang in den Open-Source-Code fanden, führte zu Unruhe in der Community und gespannten Beziehungen zwischen LibLime und anderen Unternehmen, die im Bereich der Koha-Entwicklung und des Supports tätig sind. Mehrere aktive Mitglieder der Community verließen LibLime in diesem Zusammenhang. Die Entwicklung von LLEK wurde als Fork wahrgenommen. Da LibLime den Zugang zu den bis dahin verwendeten Tools auf koha.org blockiert, mussten sich die Koha-Entwickler auf koha-community.org neu organisieren.
2011 ließ sich LibLime/PTFS in Neuseeland das Wort „Koha“ als Marke schützen. 2013 gewann Te Horowhenua Trust, die ursprünglichen Auftraggeber für die erste Version von Koha, die Klage dagegen. 2015 kündigte LibLime/PTFS ein Produkt namens Bibliovation an, das augenscheinlich auf Koha basiert. Es gibt keine Hinweise auf Koha, Open Source oder Freie Software in der Ankündigung, es wird nur noch von einer nicht weiter spezifizierten open development platform gesprochen.

## Erscheinungsweise
Es erscheinen monatliche Maintenance-/Bugfix-Versionen für alle unterstützten Zweige. Alle sechs Monate erscheint ein neues Feature-Release. Mit dem Release im Mai 2016 wurde auf eine datumsbasierte Versionsnummerierung im Format „Jahr.Monat“ gewechselt. Es erschien somit nicht Koha 3.24, sondern Koha 16.05. Die Version im November 2016 hieß dann entsprechend 16.11.
Die empfohlene Installationsweise ist die Verwendung von Debian-Paketen auf aktuellen Versionen von Debian GNU/Linux, alternativ der aktuellen Ubuntu-LTS-Versionen. Die Installation mit Debian-Paketen ist nicht nur am einfachsten, sondern bietet darüber hinaus auch zusätzliche Befehle und Werkzeuge, die die Arbeit auf Systemadministrationsebene erleichtern.

## Entwicklung
Die Entwicklung geschieht öffentlich und kann im Bugtracker der Community eingesehen werden. Der Quellcode ist über Git zugänglich. Einige Supportanbieter verwenden für größere Entwicklungen eigene Git-Instanzen, die häufig ebenfalls öffentlich einsehbar sind.
Koha hat für ein derart großes Projekt aus dem Bereich Freier Software eine sehr geringe Einstiegshürde. Code-Beiträge von neuen Entwicklern, besonders die Mitarbeit von Bibliotheken, sind ausdrücklich erwünscht und werden aktiv unterstützt. Bis April 2015 haben 277 Personen Code beigetragen.

## Übersetzung
Koha ist in viele Sprachen übersetzt, aber nicht alle Übersetzungen sind vollständig. Die Lokalisierung wird mithilfe von Pootle bewerkstelligt und ist ebenfalls öffentlich einsehbar. Für die Version 21.11 gab es 90 aktive Übersetzungsprojekte, 15 davon waren zu mindestens 85 % übersetzt.

## Community
Die Entwicklung geschieht über die ganze Welt verteilt, daher findet die meiste Kommunikation online statt. Jedes Jahr gibt es eine große (Offline-)Konferenz namens „KohaCon“, welche neben der Information von und für Bibliotheken auch dem Treffen der Entwickler dient. Die Konferenz findet jedes Jahr auf einem anderen Kontinent statt.

### Konferenzen
- KohaCon 2006, 02.-03.05., Paris, Frankreich
- KohaCon 2009, 15.-17.04., Plano (Texas), USA[22]
- KohaCon 2010, 25.10.-02.11., Wellington, Neuseeland[23]
- KohaCon 2011, 31.10.-06.11., Thane, Indien
- KohaCon 2012, 05.-11.06., Edinburgh, Schottland, UK[24]
- KohaCon 2013, 16.-22.10., Reno (Nevada), USA[25]
- KohaCon 2014, 06.-11.10., Córdoba, Argentinien[26]
- KohaCon 2015, 19.-25.10., Ibadan, Nigeria[27]
- KohaCon 2016, 30.05.-04.06., Thessaloniki, Griechenland[28]
- KohaCon 2017, 19.-23.06., Manila, Philippinen[29]
- KohaCon 2018, 10.-16.09., Portland, Oregon, USA[30]
- KohaCon 2019, 20.-24.5., Dublin, Irland[31]
- KohaCon 2020, 19.-25.10., Wellington, Neuseeland[32]
- KohaCon 2021, 13.-18.12., Islamabad, Pakistan[33]
- KohaCon 2022, 20.-23.09., Lawrence (Kansas), USA[34]
- Perl and Koha Conference 2023, 14.-18.08., Helsinki, Finnland[35]
- KohaCon 2024, 23.-27.09., Montréal, Kanada[36]
- KohaCon 2025, 17.-23.11., Wellington, Neuseeland[37]

### Hackfest
Zusätzlich findet seit 2011 jährlich ein Hackfest (Entwicklertreffen) in den Büroräumen des Supportanbieters Biblibre in Marseille statt. 2015 gab es eine ähnliche Veranstaltung auch in Argentinien, 2016 eine in Berlin (KohaCon16 Ko-ha-ppen).
Am Rande der Konferenz in Córdoba (Argentinien) 2014 wurde der kurze Film „Koha, a community“ erstellt, in dem Teilnehmer unter anderem die Wichtigkeit von Offline-Treffen für die Zusammenarbeit sowie ihre Erfahrungen mit der Koha-Community darstellen.

## Preise und Auszeichnungen
- 2000 Not for Profit-Sektion der Interactive New Zealand Awards[42]
- 2000 LIANZA / 3M Award für Innovation in Libraries[43]
- 2003 Sektion für öffentliche Organisationen, Les Trophées du Libre
- 2004 Use of IT in a Not-for-Profit Organisation Computerworld Excellence Awards[44]